# Westelijke Mijnstreekderby
De Westelijke Mijnstreekderby was een voetbalwedstrijd tussen de clubs Fortuna '54 en Sittardia. Beide clubs kwamen uit de Westelijke Mijnstreek in Limburg. Van 1954 tot het seizoen 1967/68 is de wedstrijd gehouden. Na dat seizoen fuseerden de clubs tot Fortuna SC.

## Uitslagen
| Seizoen | Competitie            | Thuisploeg  | Uitslag | Uitploeg    | Doelpuntenmakers                                 | Doelpuntenmakers                             |
| Seizoen | Competitie            | Thuisploeg  | Uitslag | Uitploeg    | Thuisploeg                                       | Uitploeg                                     |
| ------- | --------------------- | ----------- | ------- | ----------- | ------------------------------------------------ | -------------------------------------------- |
| 1954/55 | Eerste klasse 1954/55 | Fortuna '54 | 1–3     | Sittardia   | André Ravestijn                                  | Jozef Schils (2x), Gerard Gruisen            |
| 1954/55 | Eerste klasse 1954/55 | Sittardia   | 3–1     | Fortuna '54 | Harry Ehlen (2x), Jan van den Heuvel             | Leo Kleintjes                                |
| 1958/59 | KNVB beker 1958/59    | Fortuna '54 | 4–3     | Sittardia   | Bob Jongen (2x), Peter Benen, Jean Munsters (p), | Johan Adang (2x), Gerard Gruisen             |
| 1959/60 | Eredivisie 1959/60    | Fortuna '54 | 1–1     | Sittardia   | Cor van der Hart                                 | Theo Huisman                                 |
| 1959/60 | Eredivisie 1959/60    | Sittardia   | 0–3     | Fortuna '54 |                                                  | Spitz Kohn, Faas Wilkes, Henk Angenent       |
| 1960/61 | KNVB beker 1960/61    | Sittardia   | 2–0     | Fortuna '54 | Zef Dieteren (p), Theo Huisman                   |                                              |
| 1962/63 | KNVB beker 1962/63    | Sittardia   | 0–2     | Fortuna '54 |                                                  | Pierre Custers, Giel Stevelmans              |
| 1964/65 | Eredivisie 1964/65    | Sittardia   | 2–2     | Fortuna '54 | Gerard Gruisen, Piet Quix                        | Bart Carlier, Spitz Kohn                     |
| 1964/65 | Eredivisie 1964/65    | Fortuna '54 | 0–3     | Sittardia   |                                                  | Willy Dullens, Gerard Gruisen, Louis Dullens |
| 1966/67 | Eredivisie 1966/67    | Sittardia   | 1–2     | Fortuna '54 | Piet Quix                                        | Gène Gerards, Heinz Fischer                  |
| 1966/67 | Eredivisie 1966/67    | Fortuna '54 | 1–0     | Sittardia   | Jef Vliers                                       |                                              |
| 1967/68 | Eredivisie 1967/68    | Fortuna '54 | 2–1     | Sittardia   | John Walstok, Heinz Fischer                      | Nico Mares                                   |
| 1967/68 | Eredivisie 1967/68    | Sittardia   | 3–0     | Fortuna '54 | Srđan Čebinac, Frans Guns, Henk van Laatum       |                                              |
| 1967/68 | KNVB beker 1967/68    | Fortuna '54 | 1–1     | Sittardia   | Heinz Fischer                                    | Frans Guns                                   |

## Statistieken
| Wedstrijdstatistieken | Wedstrijdstatistieken | Wedstrijdstatistieken | Wedstrijdstatistieken | Wedstrijdstatistieken | Wedstrijdstatistieken | Wedstrijdstatistieken |
| Competitie            | Wedst.                | F54                   | Gelijk                | SIT                   | DF54                  | DSIT                  |
| --------------------- | --------------------- | --------------------- | --------------------- | --------------------- | --------------------- | --------------------- |
| Eerste klasse         | 2                     | 0                     | 0                     | 2                     | 2                     | 6                     |
| Eredivisie            | 8                     | 4                     | 2                     | 2                     | 11                    | 11                    |
| KNVB Beker            | 4                     | 2                     | 1                     | 1                     | 7                     | 6                     |
| TOTAAL                | 14                    | 6                     | 3                     | 5                     | 20                    | 23                    |